# Caatinga (strip)
Caatinga is een stripalbum dat voor het eerst is uitgegeven in 1997 met Hermann Huppen als schrijver en tekenaar. Deze uitgave wordt uitgegeven door uitgeverij Le Lombard in de collectie getekend. In 2008 werd het stripalbum herdrukt. Volgens de BelgenTop100 kun je dit album beschouwen als een sociaal bewogen album in de reeks Comanche.

## Inhoud
Dit stripalbum is vernoemd naar de gelijknamige streek Caatinga in het noordoosten van Brazilië en speelt zich af in de jaren dertig. De hoofdpersoon is Diamantino da Rocha die in conflict komt met zijn rijke buurman als hij het lijk van zijn vader vind. Zijn vader, een kleine veeboer, is in opdracht van hun buurman vermoord. Diamatino besluit samen met zijn broer de dood van hun vader te wreken. Na een bloedige vergelding moeten de broers vluchten. Ze sluiten zich aan bij de  Cangaceiros, een bende outlaws die de woestijnachtige Sertâo onveilig maken.